# Dieter Daniels
Dieter Daniels (ur. 11 stycznia 1960) – niemiecki lekkoatleta specjalizujący się w krótkich biegach sprinterskich.
Największy sukces w karierze odniósł w 1979 w Bydgoszczy, gdzie zdobył złoty medal mistrzostw Europy juniorów w biegu sztafetowym 4 x 100 metrów.